# Giovanni Korporaal
Giovanni (John) Korporaal ('s-Gravenhage, 14 februari 1922 - Mexico-Stad, 9 februari 2004), ook bekend als Giovanni Corporale, was een Nederlandse acteur, editor, scenarioschrijver en filmregisseur die vooral in Mexico carrière maakte. Hij is bekend geworden met zijn eerste speelfilm, El Brazo Fuerte (De Sterke Arm, 1958), een politieke satire die in Mexico jarenlang niet in bioscopen vertoond mocht worden maar later gezien werd als baanbrekend. In Nederland heeft hij twee speelfilms gemaakt, De vergeten medeminnaar (1963) en Rififi in Amsterdam (1966).

## Biografie
Johan Aloysius (John) Korporaal was de zoon van Adrianus Anthonie Korporaal (1883-1967) en Anna Maria Alida Amand (geb. Amsterdam 29 jan. 1884). Zijn vader was handelsreiziger (1906), handelaar in radioartikelen (1927), journalist en correspondent in Italië. Vanwege de Tweede Wereldoorlog keerde de familie terug naar Nederland, waar Korporaal in Den Haag voortgezet onderwijs volgde.

### Italiaanse tijd
In 1948 begon zijn carrière als acteur in de Centro Sperimentale di Cinema in Rome. Onder de naam Giovanni Corporale had hij een kleine rol in Ladri di Biciclette (Fietsendieven, 1948), een film met alleen amateurs die genomineerd werd voor een Oscar. Daarna kreeg hij kleine rollen in een vijftal andere speelfilms. In 1951 werd hij toegelaten tot de opleiding van filmregisseur aan de Scuola Nazionale di Cinema, de Italiaanse Nationale Filmschool in Rome. In 1952 was Korporaal assistent-directeur van de film Infame accusa, waarbij hij de naam John Corporale gebruikte.

### Eerste Mexicaanse periode
In 1954 ging Korporaal naar Mexico, op uitnodiging van Morton Heilig. Hij werkte als editor bij Teleproducciones onder leiding van Manuel Barbachano Ponce en was verantwoordelijk voor speciale effecten in de documentaire Torero! van Carlos Velo. Korporaal was hiermee in korte tijd goed ingevoerd in de Mexicaanse filmindustrie van de jaren '50. 

#### De Sterke Arm
In 1958 kreeg Korporaal de gelegenheid om zijn eerste speelfilm te regisseren. De Sterke Arm is gebaseerd op de tekst El Influyente van Juan de la Cabada over een lokale machthebber in een klein dorp. De film werd gemaakt in Erongarícuaro, buiten medewerking van de vakbond van arbeiders in de filmindustrie en gebruikte voornamelijk amateurs. Het is een politieke satire met expliciete kritiek op machtsmisbruik. Onder druk van de vakbond mocht de film tot 1974 niet in bioscopen vertoond worden. Daarentegen was de film wel succesvol in filmhuizen. De Sterke Arm wordt daarom gezien als baanbrekend voor de onafhankelijke filmindustrie en voor het genre van politieke satire in Mexico. In 2018 werd De Sterke Arm gerestaureerd en door Cineteca Nacional opgenomen in de lijst van klassiekers van de Mexicaanse filmindustrie.
De Sterke Arm werd vertoond op het filmfestival van Cannes in 1961 en kreeg lovende kritiek, waaronder van de Nederlandse pers.

### Nederlandse tijd
Naar aanleiding van het succes in Cannes kreeg Korporaal eind 1961 via Joop Landré een uitnodiging van de Nederlandse Filmproductie Maatschappij om een speelfilm te regisseren. Korporaal verhuisde met zijn Mexicaanse echtgenote en hun kind naar Nederland. Het resultaat, de misdaadfilm Rififi in Amsterdam, werd met gemengde kritiek ontvangen. De film zou concessies hebben gedaan met als doel commercieel succes te behalen, zoals liedjes van Willy Alberti die niet in het verhaal passen en het debuut als acteur van Anton Geesink. Dankzij het commerciële succes kreeg Korporaal in 1963 gelegenheid om een tweede speelfilm te maken. De vergeten medeminnaar, een psychologisch drama met Henk van Ulsen in de hoofdrol en muziek van Pim Jacobs, werd positief onthaald. Ondanks zijn successen in Nederland keerde Korporaal in 1964 om persoonlijke redenen terug naar Mexico.

### Tweede Mexicaanse periode
Terug in Mexico werkte Korporaal als editor voor de Mexicaanse televisie bij de uitzendingen van de Olympische Spelen van 1968 en regisseerde een aantal korte documentaires. Hij deed de montage van Reed: Mexico Insurgente (1973), een film die in 1994 door het tijdschrift Somos opgenomen werd in de lijst van 100 beste mexicaanse films aller tijden. De montage werd genomineerd voor de Ariel, de jaarlijkse prijs voor de beste mexicaanse film. In 1992 was Korporaal eregast van het filmfestival Que viva México! in Rotterdam. Korporaal overleed in Mexico-Stad in 2004 op 81-jarige leeftijd. 

## Filmografie

### Acteur

###### Speelfilms
- Fietsendieven (1948)
- La Madonnina d´oro (1949)
- Stazione Termini (1953)
- Amori di mezzo secolo (1954)
- La Spiaggia (1954)[19]
- Totò e Carolina (1955)
- Chistelandia (1958)
- La manzana de la discordia (1968)
- Calzonzin Inspector (1974)
- Cosa Fácil (1982)
- Red desert penitentiary (1985)

###### Televisieseries
- Lo Blanco y lo Negro (1989)

### Assistent-regisseur
- Infame accusa (1953)

### Editor
- Los pequeños gigantes (1960)
- La manzana de la discordia (1968)
- Familiaridades (1969)
- Frida Kahlo (1971)[20]
- Reed: México Insurgente (1973)
- De todos modos Juan te llamas (1976)

### Scenarioschrijver
- Boer Pieterse schoot in de roos (korte documentaire, 1950)[21]
- El Brazo Fuerte (1958)

### Regisseur

###### Speelfilms
- El brazo fuerte (1958)
- Rififi in Amsterdam (1962)
- De vergeten medeminnaar (1963)
- El diabólico (1977)

###### Documentaires[15]
- Olympia 68 (1968)
- El Pabellón de México (1968)
- Hacia un mejor entendimiento del arte (1970)
- Islas Marías, hoy (1975)[22]